# O Drakos
O Drakos (grec: Ο Δράκος) és un pel·lícula dramàtica criminal, existencial i satírica grega de 1956 dirigida per Nikos Kúnduros. Explica la història de Thomas, un  avorrit empleat de banc, l'aspecte físic del qual el porta a ser confós amb un criminal ferotge i notori. La pel·lícula destaca com a tema l'individu modern alienat i l'alienació de la por imposada per un govern central també en l'àmbit social, i engloba artísticament neorealisme, expressionisme i tragèdia grega antiga. La pel·lícula també satiritza el gènere del cinema negre. La trama es va basar en un guió de Iakovos Kambanellis, un dels dramaturgs més destacats de Grècia, i la partitura musical va ser escrita per Manos Hadjidakis amb la col·laboració de Vassilis Tsitsanis. Tot i que la pel·lícula va ser un desastre comercial a la seva estrena, es considera una de les obres més significatives del cinema grec modern.
Va guanyar el premi a la millor pel·lícula 1955–1959 al primer Festival de Cinema de Tessalònica. També va participar en la 17a Mostra Internacional de Cinema de Venècia.
Al Festival Internacional de Cinema de Tessalònica de 2006, la pel·lícula va ser anunciada com una de les 10 millors pel·lícules gregues de tots els temps per la Associació Panhel·lènica de Crítics de Cinema.

## Argument
Un feble i tímid empleat del banc, Thomas, es prepara per passar la nit de Cap d'Any sol quan s'horroritza en adonar-se que s'assembla a un famós criminal buscat a qui els diaris anomenen "El Drac". A causa del malentès, la policia el persegueix i es refugia en un cabaret. Enmig de l'ambigu encant de la nit, una colla de l'inframón el tracten com l'autèntic Drac i una ballarina, l'anomenada Carmen, li agrada i el protegeix. Allà en Thomas coneix la Roula, la "nena" com l'anomenen, una jove, òrfena després del bombardeig del Pireu, que va ser recollida per Carmen i portada al cabaret. El cap, el "Gros" com l'anomenen, que està enamorat del "nena", la renya per gelosia i no la deixa sortir del seu control. Ella mateixa és innocent, amb una ànima pura, gairebé infantil, i desitja abandonar el cabaret i l'inframón, on es veu obligada a viure. Thomas i Roula se senten atrets immediatament l'un per l'altre, ja que tots dos són ànimes pures i solitàries.
Thomas s'identifica amb el seu nou paper, el de "Drac", el líder de la colla. El seu objectiu és robar i vendre un dels pilars del temple de Zeus Olímpic a un comprador estatunidenc interessat. Thomas té escrúpols morals que li impedeixen participar en el robatori d'antiguitats. Al final està convençut i segueix el paper que li van donar. Thomas i la "nena" passen el dia d'Any Nou junts. Recorren els carrers d'Atenes feliços i despreocupats, lluny de l'ambient pecaminós del cabaret. Aquella mateixa nit Thomas és arrestat per la policia, que creu que han capturat l'autèntic "Drac". La identificació es fa a la comissaria. No és el "Drac", sinó un home normal que s'assembla al dolent. Està alliberat.
Mentrestant, la gent del cabaret s'assabenta de la detenció del seu líder. El Gros, el propietari del cabaret, decideix: El negoci es farà fins i tot en aquestes circumstàncies. El "Drac" no es pot capturar. "Es menjarà les barres de ferro i s'escaparà". I aleshores apareix en Thomas. Li donen la benvinguda amb celebració. La colla es prepara per a la missió bevent i ballant una dansa zeibekiko imponent i pesada. Cadascú parla de les seves necessitats, les que quedaran satisfetes si el negoci té èxit. La dansa, els desitjos i les oracions dels proscrits prenen forma de ritual. Tothom està posant les seves esperances en el "Drac". Tanmateix, la seva veritable identitat es revela just abans de l'alba i és tràgicament assassinat per la banda.

## Repartiment
- Dinos Iliopoulos com a Thomas
- Margarita Papageorgiou com a Nena
- Giannis Argyris com a el Gros
- Thanasis Veggos com a Spathis
- Maria Lekaki com a Carmen
- Theodoros Andrikopoulos
- Andreas Douzos
- Anestis Vlahos
- Frixos Nassou
- Zannino

## Sobre la pel·lícula
La pel·lícula s'esmenta (i té un paper important) a la novel·la Freedom de Jonathan Franzen, amb el títol The Fiend of Athens.